# Dampfiellidae
Dampfiellidae zijn  een familie van mijten. Bij de familie zijn 2 geslachten met circa 60 soorten ingedeeld.